# دعاء

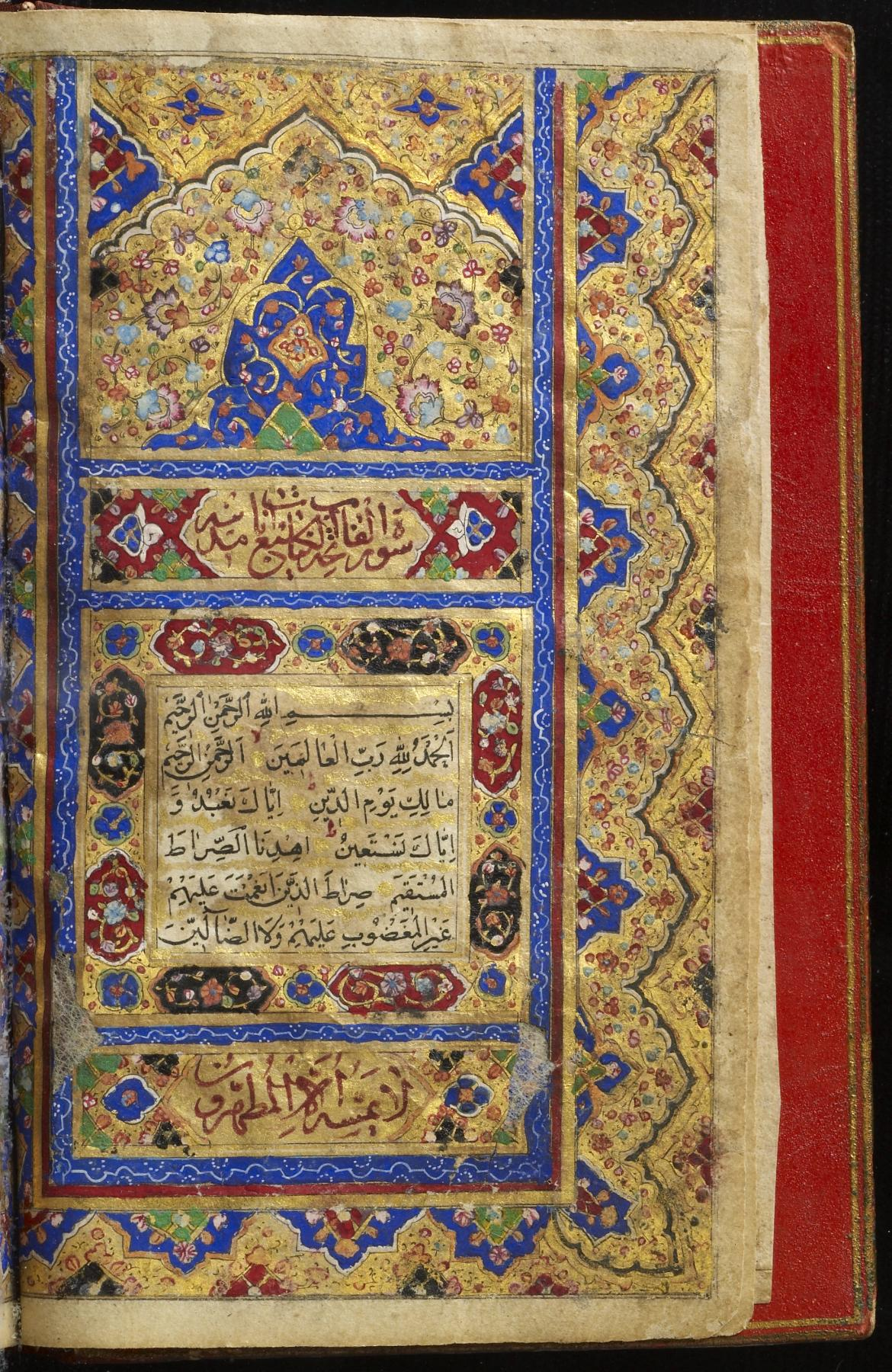
سورة الفاتحة من مصحف كان لمغول الهند في القرن السابع عشر الميلادي، ويبدأ المصحف بسورة الفاتحة التي هي تتضمن دعاء للمسلمين يردد في كل صلاة

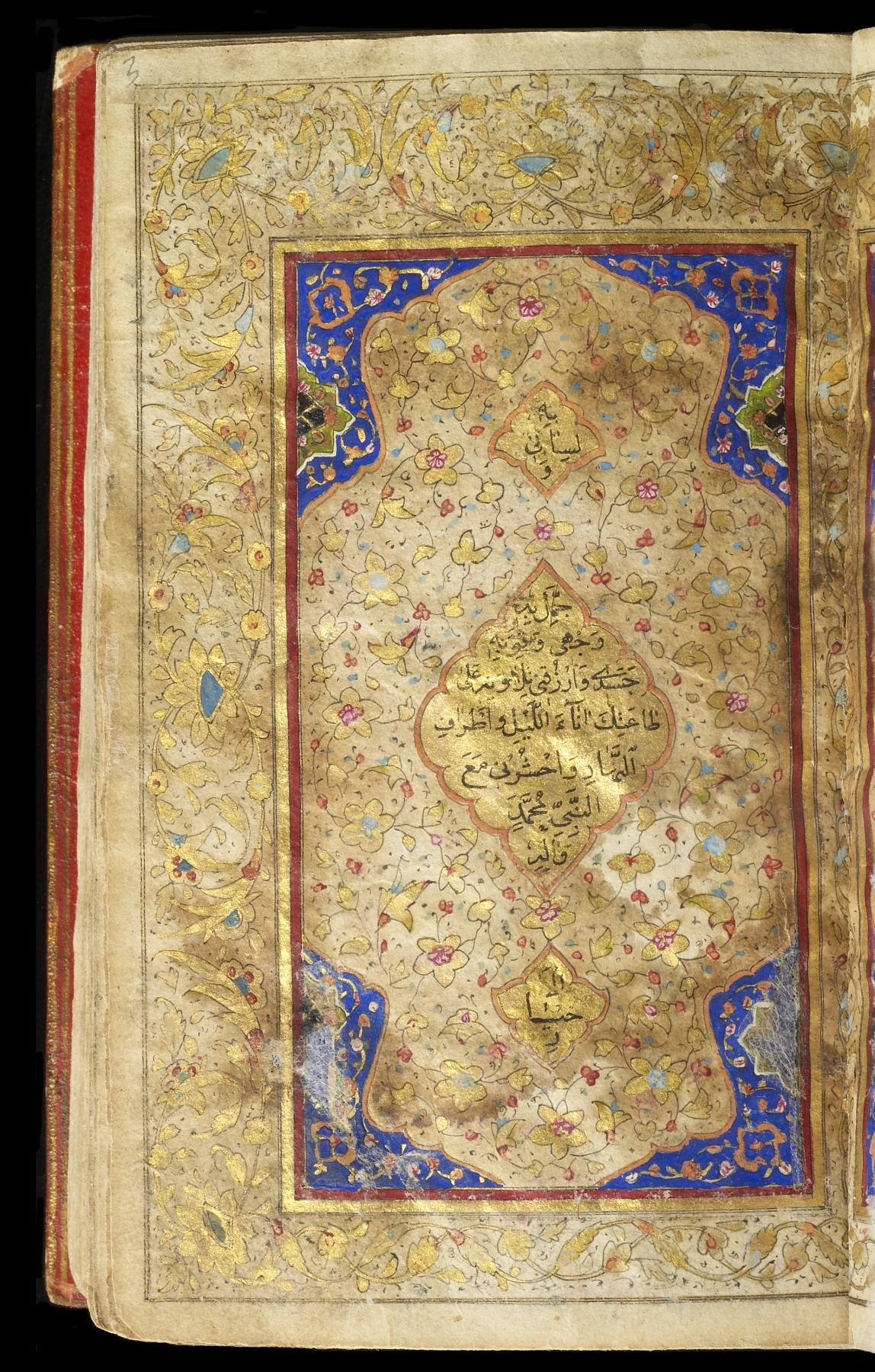
النصف الثان من الدعاء

اَلدُّعَاءُ في الإسلام هي عبادة تقوم على سؤال العبد ربَّه والطلب منه وهي عبادة من أفضل العبادات التي يحبها الله تعالى خالصةً له ولا يجوز أن يصرفها العبد إلى غير الله عز وجل، قال الله تعالى: ﴿وَقَالَ رَبُّكُمُ ادْعُونِي أَسْتَجِبْ لَكُمْ إِنَّ الَّذِينَ يَسْتَكْبِرُونَ عَنْ عِبَادَتِي سَيَدْخُلُونَ جَهَنَّمَ دَاخِرِينَ ۝٦٠﴾ [غافر:60].

## الحث على الدعاء

### منالقرآن الكريم
- قال الله في القرآن الكريم: ﴿وَقَالَ رَبُّكُمُ ادْعُونِي أَسْتَجِبْ لَكُمْ إِنَّ الَّذِينَ يَسْتَكْبِرُونَ عَنْ عِبَادَتِي سَيَدْخُلُونَ جَهَنَّمَ دَاخِرِينَ ۝٦٠﴾ [غافر:60].
- قال الله في القرآن الكريم: ﴿وَإِذَا سَأَلَكَ عِبَادِي عَنِّي فَإِنِّي قَرِيبٌ أُجِيبُ دَعْوَةَ الدَّاعِ إِذَا دَعَانِ فَلْيَسْتَجِيبُوا لِي وَلْيُؤْمِنُوا بِي لَعَلَّهُمْ يَرْشُدُونَ ۝١٨٦﴾ [البقرة:186].
- قال الله في القرآن الكريم: ﴿ادْعُوا رَبَّكُمْ تَضَرُّعًا وَخُفْيَةً إِنَّهُ لَا يُحِبُّ الْمُعْتَدِينَ ۝٥٥﴾ [الأعراف:55].

### من أحاديثمحمد رسول الله
- روى الترمذي في سننه عن نافع عن ابن عمر قال قال رسول الله ﷺ:  «من فتح له منكم باب الدعاء فتحت له أبواب الرحمة وما سئل الله شيئا يعني أحب إليه من أن يسأل العافية» [1]
- روى الترمذي في سننه عن النعمان بن بشير قال سمعت النبي ﷺ يقول: «الدعاء هو العبادة»[1]
- روى الترمذي في سننه عن أبي هريرة عن النبي ﷺ قال:  «ليس شيء أكرم على الله تعالى من الدعاء» [1]

عن ابن عباس قال: قال رسول الله ﷺ:  «أفضل العبادة الدعاء»
فيما يحث على الدعاء أيضا أن تعلم أنه بمثابة شكر لله عز وجل، واعتراف بفضله. كما أن الدعاء أيضا عبادة مثل غيرها من العبادات. بل أنها من أفضل العبادات، التي يتقرب بها الإنسان لله جل في علاه. ونحن نلجأ إلى دعاء النوم والاستيقاظ ونشكر الله على تلك النعم. إذ إن النوم والاستيقاظ نعمة وفضل من الله سبحانه وتعالى، وليس النوم والاستيقاظ فقط، فكل حركة نفعلها في يومنا في نعمه وجب علينا شكرها، ولا يجب أن تلو ساعة من اليوم إلا أن نشكر الله فيها وندعوه ليزيدنا من فضله.

## الأوقات التي يفضل فيها الدعاء
1. الثلث الأخير من الليل

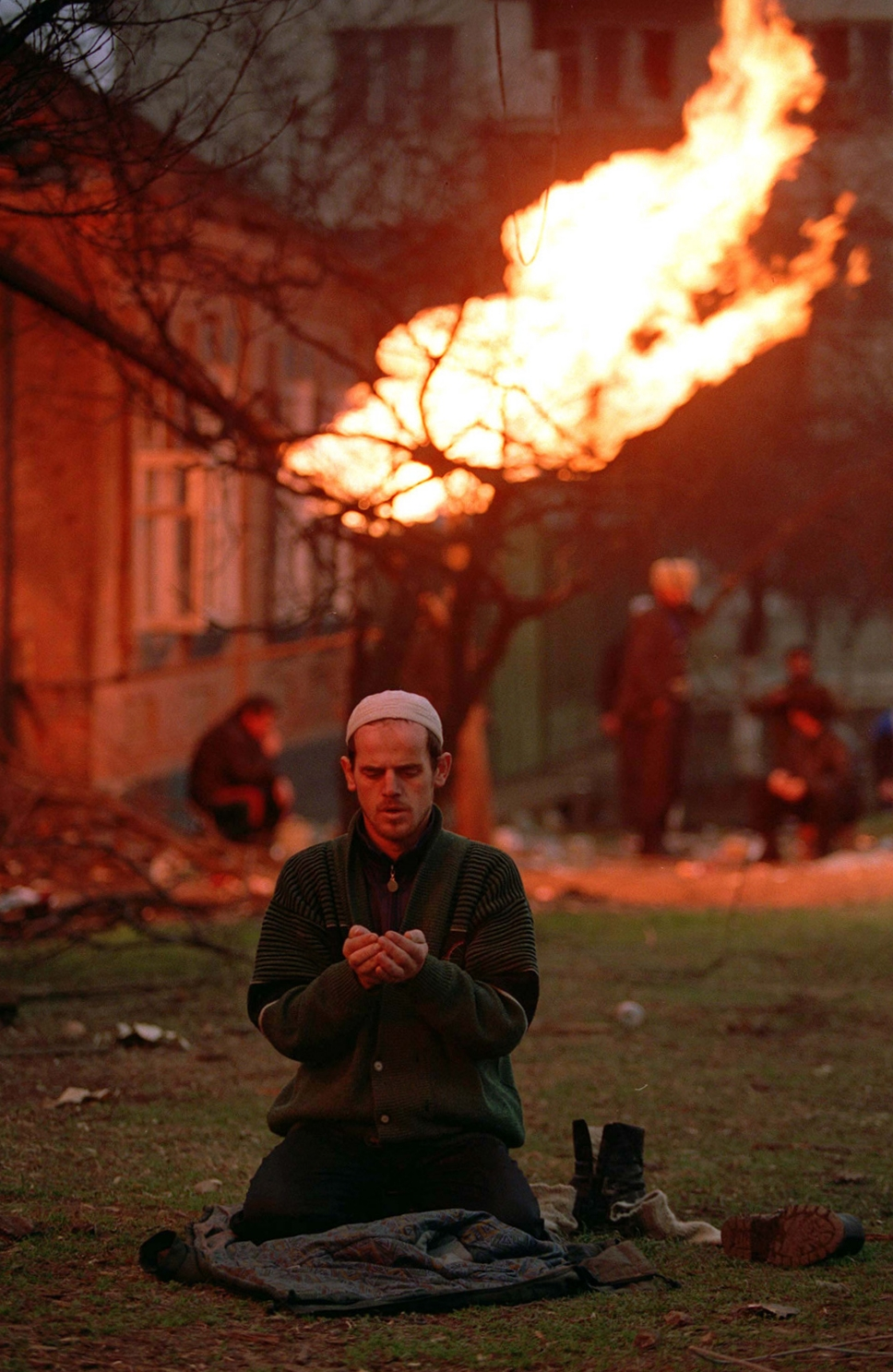
رجل شيشاني يدعو بعد الصلاة أثناء إحدى المعارك في عقد التسعينات

2. عند الأذان: روي في سنن ابي داود عن سهل بن سعد قال قال رسول الله ﷺ «ثنتان لا تردان الدعاء عند النداء وعند البأس حين يلحم بعضهم بعضا»
3. بين الأذان والإقامة : روي في مسند أحمد عن أنس بن مالك قال قال رسول الله  «إن الدعاء لا يرد بين الأذان والإقامة فادعوا»
4. في السجود: روي في سنن النسائي عن أبي هريرة أن رسول الله ﷺ «قال أقرب ما يكون العبد من ربه عز وجل وهو ساجد فأكثروا الدعاء»
5. أدبار الصلوات المكتوبات
6. عند نزول الغيث
7. عند صعود الإمام يوم الجمعة على المنبر حتى تقضى الصلاة
8. آخر ساعة من بعد العصر
9. دعاء يوم عرفة: روى مالك بن أنس في الموطأ عن طلحة بن عبيد الله أن رسول الله ﷺ قال  «أفضل الدعاء دعاء يوم عرفة وأفضل ما قلت أنا والنبيون من قبلي لا إله إلا الله وحده لا شريك له»
10. عند الجهاد: روي في سنن ابي داود عن سهل بن سعد قال قال رسول الله ﷺ «ثنتان لا تردان الدعاء عند النداء وعند البأس حين يلحم بعضهم بعضا»

هناك أوقات تكون مخصوصة بالاستجابة وهي ليلة القدر ويوم عرفة وشهر رمضان وليلة الجمعة ويوم الجمعة وعند نزول الغيث (المطر) وجوف الليل وعند النداء للصلاة وبين الأذان والإقامة وعند التحام الجيوش في الحرب وعند تلاوة القرآن وختمه وعند شرب ماء زمزم لحديث {ماء زمزم لما شرب له} وفي مجالس ذكر الله 
وقال ابن عطاء الله: إن للدعاء أركاناً وأجنحة واسباباً وأوقاتاً، فإن وافق أركانه قوى وإن وافق أجنحة طار إلى السماء وإن وافق مواقيته فاز وإن وافق أسبابه نجح، فأركانه حضور القلب والخشوع وأجنحه الصدق ومواقيته الأسحار وأسبابه الصلاة على النبي ومن شروط الدعاء أن يكون سليماً من اللحن.

## الدعاء بظهر الغيب
روى الإمام مسلم في صحيحهِ عن أبي الدرداء أنَّ النبي صلى الله عليه وسلم قال: ما مِن عَبْدٍ مُسْلِمٍ يَدْعُو لأَخِيهِ بظَهْرِ الغَيْبِ، إلَّا قالَ المَلَكُ: وَلَكَ بمِثْلٍ.

## شروط وآداب الدعاء وأسباب الإجابة
1. الإخلاص لله تعالى

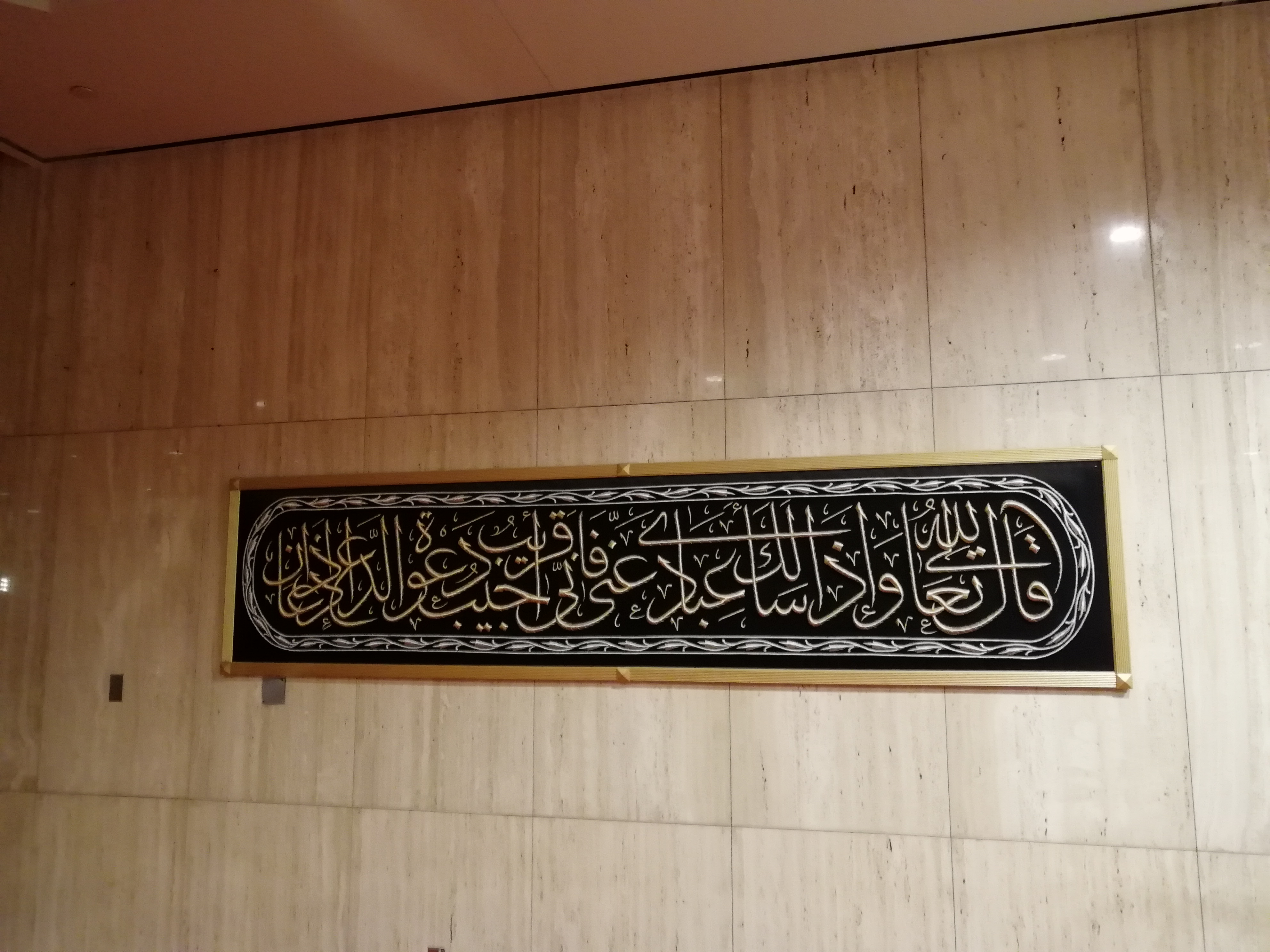
آية مخطوطة على قماش استعمل في تغليف جدار الكعبة، ونصها (وَإِذَا سَأَلَكَ عِبَادِي عَنِّي فَإِنِّي قَرِيبٌ أُجِيبُ دَعْوَةَ الدَّاعِ إِذَا دَعَانِ ...)

2. أن يبدأ بحمد الله والثناء عليه ثم الصلاة على النبي ﷺ ويختم بذلك.
3. الجزم في الدعاء واليقين بالإجابة.
4. الإلحاح في الدعاء وعدم الاستعجال.
5. حضور القلب في الدعاء.
6. الدعاء في الرخاء والشدة.
7. لا يسأل إلا الله وحده.
8. عدم الدعاء على الأهل والمال والولد والنفس.
9. خفض الصوت في الدعاء بين المخافتة والجهر.
10. الاعتراف بالذنب والاستغفار منه والاعتراف بالنعمة وشكر الله عليها.
11. تحري أوقات الإجابة والمبادرة لاغتنام الأحوال والأماكن التي هي من مظان إجابة الدعاء.
12. عدم تكلف السجع في الدعاء.
13. التضرع والخشوع والرغبة والرهبة.
14. كثرة الأعمال الصالحة فإنها سبب عظيم في إجابة الدعاء.
15. رد المظالم مع التوبة.
16. الدعاء ثلاثـًا.
17. استقبال القبلة.
18. رفع اليدين في الدعاء.
19. الوضوء قبل الدعاء إن تيسر.
20. أن لا يعتدي في الدعاء.
21. أن يبدأ الداعي بنفسه إذا دعا لغيره.
22. أن يتوسل إلى الله بأسمائهِ الحسني وصفاتهِ العلى أو بعمل صالح فعلهُ الداعي نفسه أو بدعاء رجل صالح له.
23. التقرب إلى الله بكثرة النوافل بعد الفرائض وهذا من أعظم أسباب إجابة الدعاء.
24. أن يكون المطعم والمشرب والملبس من حلال.
25. لا يدعو بإثم أو قطيعة رحم.
26. أن يدعو لإخوانه المؤمنين ويحسن به أن يخص الوالدان والعلماء والصالحون والعباد بالدعاء وأن يخص بالدعاء من في صلاحهم صلاح المسلمين كأولياء الأمور وغيرهم ويدعو للمستضعفين والمظلومين من المسلمين.
27. أن يسأل الله كل صغيرة وكبيرة.
28. أن يأمر بالمعروف وينهى عن المنكر.
29. الابتعاد عن جميع المعاصي.

## أسباب عدم إجابة الدعاء
1. أن يكون فيه من العدوان فهو دعاء لا يحبه الله
2. لضعف القلب وعدم إقباله على الله لأن الله لا يقبل دعاء من قلب غافل لاه ﴿ادْعُوا رَبَّكُمْ تَضَرُّعًا وَخُفْيَةً إِنَّهُ لَا يُحِبُّ الْمُعْتَدِينَ ۝٥٥﴾ [الأعراف:55].
3. أكل الحرام: ورد في صحيح مسلم من حديث أبي هريرة قال: قال رسول الله: {{حديث|أيها الناس إن الله طيب لايقبل إلا طيبا وإن الله أمر المؤمنين بما أمر به المرسلين فقال: ﴿يَا أَيُّهَا الرُّسُلُ كُلُوا مِنَ الطَّيِّبَاتِ وَاعْمَلُوا صَالِحًا إِنِّي بِمَا تَعْمَلُونَ عَلِيمٌ ۝٥١﴾ [المؤمنون:51] وقال: ﴿يَا أَيُّهَا الَّذِينَ آمَنُوا كُلُوا مِنْ طَيِّبَاتِ مَا رَزَقْنَاكُمْ﴾ [البقرة:172].
4. الظلم
5. كثرة الذنوب
6. استيلاء الغفلة والشهوة واللهو على القلوب
7. عدم الإيقان بالإجابة: أخرج الحاكم في صحيحه من حديث أبى هريرة عن النبي قال: «ادعُوا الله وأنتم موقنون بالإجابة»

## أحوال الدعاء مع البلاء
1. أن يكون أقوي من البلاء فيدفعه: روي الحاكم في صحيحه من حديث ثوبان عن رسول الله: «لا يرد القدر إلا الدعاء ولا يزيد في العمر إلا البر وإن الرجل ليحرم الرزق بالذنب يصيبه»
2. أن يكون أضعف من البلاء فيقوى عليه البلاء فيصاب به العبد : ولكن قد يخففه وإن كان ضعيفا روي الحاكم في صحيحه من حديث ابن عمر عن النبي قال: «الدعاء ينفع بما نزل ومما لم ينزل فعليكم عباد الله بالدعاء»
3. أن يتقاوما ويمنع كل واحد منهما صاحبه: روي الحاكم في صحيحه من حديث عائشة قالت: قال رسول الله: «لا يغنى حذر من قدر والدعاء ينفع مما نزل ومما لم ينزل وإن البلاء لينزل فيلقاه الدعاء فيعتلجان إلى يوم القيامة»

## صيغة الدعاء
ليس للدعاء في الإسلام صيغة محددة فكل عبد يدعو بما يشاء ويتقرب إلى الله بفنون الدعاء وطرائقة فمنهم من يدعو الله شعراً ومنهم من يدعوه نثراً ومنهم من يختار كلماته ويتكلف فيها ومنهم من يدعوه بكلمات سهلة عامية وكلاً حسب بيئته وعلمة وقدرته.
- روى محمد بن ماجه في سننه عن أم كلثوم بنت أبي بكر عن عائشة

أن رسول الله ﷺ علمها هذا الدعاء: «اللهم إني أسألك من الخير كله عاجله وآجله ما علمت منه وما لم أعلم وأعوذ بك من الشر كله عاجله وآجله ما علمت منه وما لم أعلم اللهم إني أسألك من خير ما سألك عبدك ونبيك وأعوذ بك من شر ما عاذ به عبدك ونبيك اللهم إني أسألك الجنة وما قرب إليها من قول أو عمل وأعوذ بك من النار وما قرب إليها من قول أو عمل وأسألك أن تجعل كل قضاء قضيته لي خيرا»

## الإلحاح في الدعاء
- روى محمد بن ماجه في سننه من حديث أبي هريرة قال: قال رسول الله: «من لم يسأل الله يغضب عليه»
- روى الحاكم في صحيحة من حديث أنس عن النبي قال: «لاتعجزوا في الدعاء فإنه لايهلك مع الدعاء أحد»
- ذكر الأوزاعي عن الزهري عن عروة عن عائشة قالت: قال رسول الله: «إن الله يحب الملحين في الدعاء»
- في كتاب الزهد للإمام أحمد عن قتادة قال: قال مورق: «ما وجدت للمؤمن مثلا إلا رجل في البحر على خشبة فهو يدعو يا رب يا رب لعل الله عز وجل أن ينجيه»

## الاعتداء في الدعاء
يقول تعالى: ﴿ادْعُوا رَبَّكُمْ تَضَرُّعًا وَخُفْيَةً إِنَّهُ لَا يُحِبُّ الْمُعْتَدِينَ ۝٥٥﴾ [الأعراف:55]، وهذا فيه النهي عن الاعتداء في الدعاء.
قال ابن القيم: (فكل سؤال يناقض حكمة الله، أو يتضمن مناقضة شرعه وأمره، أو يتضمن خلاف ما أخبر به فهو اعتداء لا يحبه الله ولا يحب سائله).
ويكون الاعتداء في الدعاء بما يلي:
1. أن يدعو الله بنفي ما هو ثابت في الشرع والعكس أيضا بثبوت ما هو منفي في الشرع: كأن يدعو لكافرٍ أن لا يدخل النار أو أن لا يعذب أو لا يخلد فيها أو يسأل ربه أن لا يمتحنه بالابتلاءات وكذلك في القسم الثاني كأن يدعو لنفسه أن يكون أول من تنشق عنه الأرض أو عدم الوقوع في الذنوب والمعاصي والعصمة منهما.
2. أن يدعو الله بنفي ما هو ثابت بالعقل أو العكس بثبوت ما هو منفي بالعقل كأن يدعو أن يكون في مكانين في وقت واحد.
3. أن يدعو الله بما هو مستحيل الوقوع كأن يطلب أن يكون عنده ولد دون زواج وكالنجاح من دون دراسة.
4. أن لا يعزم الدعاء فيعلقه على المشيئة كأن يقول اللهم اغفر لي إن شئت لحديث أبي هريرة ـ رضي الله عنه ـ أن رسول الله -صلى الله عليه وسلم- قال: «لا يقولن أحدكم اللهم اغفر لي إن شئت، اللهم ارحمني إن شئت -، ليعزم المسألة فإنه لا مستكره له».
5. أن يدعو على من لا يستحق هذا الدعاء بمعنى يدعو بظلم فيظلم في الدعاء كأن يقول اللهم اغفر لي ولا تغفر لأحد لحديث أبي هريرة رضـــي الله عنه مرفوعاً: «لا يزال يُستجاب للعبد مالم يدع بإثم أو قطيعة رحم».
6. أن يدعو الله أن ييسر له الحرام أو ما كان وسيلة للحرام كأن يقول اللهم يسر لي خمرا أو سرقة.
7. أن يرفع صوته لغير حاجة لأنه ينافي الأدب مع الله وينافي الآية الكريمة من الاسرار في الدعاء.
8. أن يسأل الله من غير تضرع كالمستغني عن الدعاء
9. أن يدعو الله بما لا يصلح له كأن يؤتى خزائن الأرض أو يعلم الغيب مما خاص بالله أو الرسل.
10. التكلف في التفصيل في الدعاء، وقد ثبت عن عبد الله بن مغفل أنه سمع ابنه يقول: (اللهم إني أسألك القصر الأبيض عن يمين الجنة إذا دخلتها، فقال: أي بنيّ سل الله الجنة وتعوذ بالله من النار، فإني سمعت رسول الله صَلَّى اللَّهُ عَلَيْهِ وَسَلَّمَ يقول: إن سيكون في هذه الأمة قوم يعتدون في الطهور والدعاء).

## الاستعجال في إجابة الدعاء
يعتبر الاستعجال في إجابة الدعاء من الآفات التي تؤثر في إجابة الدعاء فالله لا يعجل لعجلة أحد من خلقة.
- روى البخاري من حديث أبي هريرة أن رسول الله قال: «يستجاب لأحدكم ما لم يعجل يقول دعوت فلم يستجب لي».
- روى مسلم في صحيح مسلم عن أبي هريرة أن رسول الله قال: «لايزال يستجاب للعبد ما لم يدع بأثم أو قطيعة رحم ما لم يستعجل قيل: يا رسول الله ما الاستعجال قال: يقول: قد دعوت وقد دعوت فلم أر يستجاب لى فيستحسر عند ذلك ويدع الدعاء»
- روي في مسند أحمد من حديث أنس بن مالك قال: قال رسول الله: «لا يزال العبد بخير ما لم يستعجل قالوا: يا رسول الله كيف يستعجل قال: يقول قد دعوت لربي فلم يستجيب لي»

## الدعاء باسم الله الأعظم
- ورد في صحيح ابن حبان من حديث عبد الله بن بريدة عن أبيه أن رسول الله سمع رجلا يقول: «اللهم إني أسالك بأني أشهد أنك أنت الله لا إله إلا أنت الأحد الصمد الذي لم يلد ولم يولد ولم يكن له كفوا أحد فقال: لقد سأل الله بالاسم الذي إذا سئل به أعطي وإذا دعي به أجاب» وفي لفظ: «لقد سألت الله باسمه الأعظم»
- ورد في صحيح ابن حبان أيضا من حديث أنس بن مالك: «أنه كان مع رسول الله جالسا ورجل يصلى ثم دعا فقال: اللهم إني أسالك بأن لك الحمد لا إله إلا أنت المنان بديع السموات والأرض يا ذا الجلال والإكرام يا حي يا قيوم فقال النبي: لقد دعا الله باسمه العظيم الذي إذا دعي به أجاب وإذا سئل به أعطى»
- ورد في جامع الترمذي من حديث أسماء بنت يزيد أن النبي قال: "اسم الله الأعظم في هاتين الآيتين: ﴿وَإِلَهُكُمْ إِلَهٌ وَاحِدٌ لَا إِلَهَ إِلَّا هُوَ الرَّحْمَنُ الرَّحِيمُ ۝١٦٣﴾ [البقرة:163] وفاتحة آل عمران ﴿الم ۝١ اللَّهُ لَا إِلَهَ إِلَّا هُوَ الْحَيُّ الْقَيُّومُ ۝٢﴾ [آل عمران:1–2]".
- ورد في مسند الإمام أحمد وصحيح الحاكم من حديث أبي هريرة وأنس بن مالك وربيعة بن عامر عن النبي أنه قال: «ألظوا بيا ذا الجلال والإكرام» يعنى تعلقوا بها وألزموها وداوموا عليها.
- ورد في جامع الترمذي من حديث أبي هريرة: «أن النبي كان إذا أهمه الأمر رفع رأسه إلى السماء وإذا اجتهد في الدعاء قال: يا حي يا قيوم».
- ورد في جامع الترمذي من حديث أنس بن مالك قال: «كان النبي إذا حزبه أمر قال يا حي يا قيوم برحمتك أستغيث».
- ورد في صحيح الحاكم من حديث أبي أمامة الباهلي عن النبي قال: «اسم الله الأعظم في ثلاث سور من القرآن البقرة وآل عمران وطه» قال القاسم: فالتمستها فإذا هي آية {الْحَيُّ الْقَيُّومُ}.
- ورد في جامع الترمذي وصحيح الحاكم من حديث سعد بن أبي وقاص عن النبي قال: «دعوة ذي النون إذ دعا وهو في بطن الحوت»{ لا إِلَهَ إلا أَنْتَ سُبْحَانَكَ إِنِّي كُنْتُ مِنَ الظَّالِمِينَ} إنه لم يدع بها مسلم في شيء قط إلا استجاب الله له قال الترمذي: حديث صحيح.
- ورد في مستدرك الحاكم أيضا من حديث سعد عن النبي: «ألا أخبركم بشيء إذا نزل برجل منكم أمر مهم فدعا به يفرج الله عنه؟ دعاء ذي النون»
- ورد في الصحيحين البخاري ومسلم من حديث بن عباس أن رسول الله كان يقول عند الكرب: «لا إله إلا الله العظيم الحليم لا إله إلا الله رب العرش العظيم لا إله إلا الله رب السموات السبع ورب الأرض رب العرش الكريم».
- ورد في مسند أحمد من حديث عبد الله بن مسعود قال: قال رسول الله: «ما أصاب أحد قط هم ولا حزن فقال: اللهم إني عبدك ابن عبدك ابن أمتك ناصيتي بيدك ماض في حكمك عدل في قضاؤك أسألك اللهم بكل اسم هو لك سميت به نفسك أو علمته أحدا من خلقك أو أنزلته في كتابك أو استأثرت به في علم الغيب عندك أن تجعل القرآن العظيم ربيع قلبي ونور صدري وجلاء حزني وذهاب همي إلا أذهب الله عز وجل همه وحزنه وأبدله مكانه فرحا فقيل: يا رسول الله إلا نتعلمها؟ قال: بل ينبغي لمن سمعها أن يتعلمها».

## نماذج من إجابة الدعاء
- قال الله في القرآن الكريم: ﴿هُنَالِكَ دَعَا زَكَرِيَّا رَبَّهُ قَالَ رَبِّ هَبْ لِي مِنْ لَدُنْكَ ذُرِّيَّةً طَيِّبَةً إِنَّكَ سَمِيعُ الدُّعَاءِ ۝٣٨ فَنَادَتْهُ الْمَلَائِكَةُ وَهُوَ قَائِمٌ يُصَلِّي فِي الْمِحْرَابِ أَنَّ اللَّهَ يُبَشِّرُكَ بِيَحْيَى مُصَدِّقًا بِكَلِمَةٍ مِنَ اللَّهِ وَسَيِّدًا وَحَصُورًا وَنَبِيًّا مِنَ الصَّالِحِينَ ۝٣٩﴾ [آل عمران:38–39].
- قال الله في القرآن الكريم: ﴿وَأَيُّوبَ إِذْ نَادَى رَبَّهُ أَنِّي مَسَّنِيَ الضُّرُّ وَأَنْتَ أَرْحَمُ الرَّاحِمِينَ ۝٨٣ فَاسْتَجَبْنَا لَهُ فَكَشَفْنَا مَا بِهِ مِنْ ضُرٍّ وَآتَيْنَاهُ أَهْلَهُ وَمِثْلَهُمْ مَعَهُمْ رَحْمَةً مِنْ عِنْدِنَا وَذِكْرَى لِلْعَابِدِينَ ۝٨٤﴾ [الأنبياء:83–84].
- قال الله في القرآن الكريم: ﴿وَاذْكُرْ عَبْدَنَا أَيُّوبَ إِذْ نَادَى رَبَّهُ أَنِّي مَسَّنِيَ الشَّيْطَانُ بِنُصْبٍ وَعَذَابٍ ۝٤١ ارْكُضْ بِرِجْلِكَ هَذَا مُغْتَسَلٌ بَارِدٌ وَشَرَابٌ ۝٤٢﴾ [ص:41–42].
- قال الله في القرآن الكريم: ﴿وَذَا النُّونِ إِذْ ذَهَبَ مُغَاضِبًا فَظَنَّ أَنْ لَنْ نَقْدِرَ عَلَيْهِ فَنَادَى فِي الظُّلُمَاتِ أَنْ لَا إِلَهَ إِلَّا أَنْتَ سُبْحَانَكَ إِنِّي كُنْتُ مِنَ الظَّالِمِينَ ۝٨٧ فَاسْتَجَبْنَا لَهُ وَنَجَّيْنَاهُ مِنَ الْغَمِّ وَكَذَلِكَ نُنْجِي الْمُؤْمِنِينَ ۝٨٨﴾ [الأنبياء:87–88].
- قال الله في القرآن الكريم: ﴿وَزَكَرِيَّا إِذْ نَادَى رَبَّهُ رَبِّ لَا تَذَرْنِي فَرْدًا وَأَنْتَ خَيْرُ الْوَارِثِينَ ۝٨٩ فَاسْتَجَبْنَا لَهُ وَوَهَبْنَا لَهُ يَحْيَى وَأَصْلَحْنَا لَهُ زَوْجَهُ إِنَّهُمْ كَانُوا يُسَارِعُونَ فِي الْخَيْرَاتِ وَيَدْعُونَنَا رَغَبًا وَرَهَبًا وَكَانُوا لَنَا خَاشِعِينَ ۝٩٠﴾ [الأنبياء:89–90].
- قال الله في القرآن الكريم: ﴿وَنُوحًا إِذْ نَادَى مِنْ قَبْلُ فَاسْتَجَبْنَا لَهُ فَنَجَّيْنَاهُ وَأَهْلَهُ مِنَ الْكَرْبِ الْعَظِيمِ ۝٧٦﴾ [الأنبياء:76].
- قال الله في القرآن الكريم: ﴿إِذْ نَادَى رَبَّهُ نِدَاءً خَفِيًّا ۝٣ قَالَ رَبِّ إِنِّي وَهَنَ الْعَظْمُ مِنِّي وَاشْتَعَلَ الرَّأْسُ شَيْبًا وَلَمْ أَكُنْ بِدُعَائِكَ رَبِّ شَقِيًّا ۝٤ وَإِنِّي خِفْتُ الْمَوَالِيَ مِنْ وَرَائِي وَكَانَتِ امْرَأَتِي عَاقِرًا فَهَبْ لِي مِنْ لَدُنْكَ وَلِيًّا ۝٥ يَرِثُنِي وَيَرِثُ مِنْ آلِ يَعْقُوبَ وَاجْعَلْهُ رَبِّ رَضِيًّا ۝٦ يَا زَكَرِيَّا إِنَّا نُبَشِّرُكَ بِغُلَامٍ اسْمُهُ يَحْيَى لَمْ نَجْعَلْ لَهُ مِنْ قَبْلُ سَمِيًّا ۝٧﴾ [مريم:3–7].
- قال الله في القرآن الكريم: ﴿قَالَ رَبِّ اغْفِرْ لِي وَهَبْ لِي مُلْكًا لَا يَنْبَغِي لِأَحَدٍ مِنْ بَعْدِي إِنَّكَ أَنْتَ الْوَهَّابُ ۝٣٥ فَسَخَّرْنَا لَهُ الرِّيحَ تَجْرِي بِأَمْرِهِ رُخَاءً حَيْثُ أَصَابَ ۝٣٦ وَالشَّيَاطِينَ كُلَّ بَنَّاءٍ وَغَوَّاصٍ ۝٣٧ وَآخَرِينَ مُقَرَّنِينَ فِي الْأَصْفَادِ ۝٣٨ هَذَا عَطَاؤُنَا فَامْنُنْ أَوْ أَمْسِكْ بِغَيْرِ حِسَابٍ ۝٣٩﴾ [ص:35–39].
- قال الله في القرآن الكريم: ﴿رَبِّ هَبْ لِي مِنَ الصَّالِحِينَ ۝١٠٠ فَبَشَّرْنَاهُ بِغُلَامٍ حَلِيمٍ ۝١٠١﴾ [الصافات:100–101].
- ذكر ابن أبي الدنيا في مجابو الدعوة في الدعاء عن الحسن قال: «كان رجل من أصحاب النبي من الأنصار يكني أبا معلق وكان تاجرا يتجر بمال له ولغيره يضرب به في الآفاق وكان ناسكا ورعا فخرج مرة فلقيه لص مقنع في السلاح فقال له: ضع ما معك فاني قاتلك قال: فما تريد من دمي؟ فشأنك بالمال قال: أما المال فلي ولست أريد إلا دمك قال أما إذا أبيت فذرني أصلى أربع ركعات قال: صلى ما بدا لك فتوضأ ثم صلى أربع ركعات فكان من دعائه في آخر سجوده أن قال: يا ودود يا ودود يا ذ العرش المجيد يا فعالا لما تريد أسألك بعزك الذي لا يرام وبملكك الذي لا يضام وبنورك الذي ملأ أركان عرشك أن تكفيني شر هذا اللص يا مغيث أغثني يا مغيث أغثني يا مغيث أغثني ثلاث مرات فإذا هو بفارس أقبل بيده حربة قد وضعها بين أذني فرسه فلما بصر به اللص أقبل نحوه فطعنه فقتله ثم أقبل إليه فقال: قم فقال: بأبي أنت وأمي فقد أغاثني الله بك اليوم فقال: أنا ملك من أهل السماء الرابعة دعوت بدعائك الأول فسمعت لأبواب السماء قعقعة ثم دعوت بدعائك الثاني فسمعت لأهل السماء ضجة ثم دعوت بدعائك الثالث فقيل لي: دعاء مكروب فسألت الله أن يوليني قتله قال الحسن: فمن توضأ وصلى أربع ركعات ودعا بهذا الدعاء استجيب له مكروبا كان أو غير مكروب»
- دعاء الضالة: «اللهم يا جامع الناس ليوم لا ريب فيه أجمع بيني وبين ضالتي»، ويقال أيضًا: «اللهم راد الضالة، هادي الضلالة، تهدي من الضلال رد على ضالتي بعزك وسلطانك، فإنها من فضلك وعطائك». وهذا كما ثبت في الصحيح أن ابن عمر «رضي الله عنهما» أنه كان يتوضأ، ويصلي ركعتين، ثم يتشهد، ثم يقول هذا الدعاء.

## النظر إلى السماء عند الدعاء في الصلاة
جاء في النهي عن رفع المصلي بصره إلى السماء: ما روى البخاري (750) عن أَنَس بْن مَالِكٍ رضي الله عنه قَالَ: قَالَ النَّبِيُّ صَلَّى اللَّهُ عَلَيْهِ وَسَلَّمَ: (مَا بَالُ أَقْوَامٍ يَرْفَعُونَ أَبْصَارَهُمْ إِلَى السَّمَاءِ فِي صَلَاتِهِمْ فَاشْتَدَّ قَوْلُهُ فِي ذَلِكَ حَتَّى قَالَ: لَيَنْتَهُنَّ عَنْ ذَلِكَ أَوْ لَتُخْطَفَنَّ أَبْصَارُهُمْ) .
وأما رفع البصر إلى السماء خارج الصلاة، فلا حرج فيه ؛ لعدم ما يدل على المنع منه، بل ذهب بعض الفقهاء إلى أن الرفع هو الأولى.
نهى النبي محمد رسول الله عن رفع الأبصار إلى السماء وقت الدعاء وأنها من أسباب فقد البصر (العمى)